# Jonathan Schmock
Jonathan Schmock (nascido em 26 de fevereiro de 1956) é um ator, diretor de televisão, produtor, escritor e cartunista dos Estados Unidos.
Ele trabalhou em vários projetos de cinema e televisão, no Brasil o mais conhecido foi Curtindo a Vida Adoidado, onde interpretou o maitre em um restaurante francês chamado Chez Quis.

## Filmografia
- Curtindo a Vida Adoidado (1986) - Maitre do restaurante Chez Quis
- No Limite (2014) - Alan Kopchek